# Gouvernement Onkelinx II
Pour les articles homonymes, voir Gouvernement Onkelinx.

Le Gouvernement Onkelinx II est un gouvernement de la Communauté française de Belgique bipartite composé de socialistes et de sociaux-chrétiens.
Gouvernement de la Communauté française
 Onkelinx I  Hasquin
Ce gouvernement fonctionne à la suite des élections régionales de 1995 du 22 juin 1995 au 22 juillet 1999 et remplace le Gouvernement Onkelinx I. Il cèdera sa place au Gouvernement Hasquin après les élections de 1999.

## Composition
| Fonction | Titulaire | Titulaire                                                    | Parti |
| --- | --------- | ------------------------------------------------------------ | ----- |
| Ministre-présidente, chargée de l’Éducation, de l’Audiovisuel, de l’Aide à la Jeunesse, de l’Enfance et de la Promotion de la Santé |           | Laurette Onkelinx                                            | PS    |
| Ministre de l’Enseignement supérieur, de la Recherche scientifique, du Sport et des Relations internationales                       |           | Jean-Pierre Grafé remplacé le 11.12.1996 par: William Ancion | PSC   |
| Ministre de la Culture et de l’Éducation permanente                                                                                 |           | Charles Picqué                                               | PS    |
| Ministre du Budget, des Finances et de la Fonction publique                                                                         |           | Jean-Claude Van Cauwenberghe                                 | PS    |